# Micropterigidae
I Micropterigidi o Microtterigidi (Micropterigidae Herrich-Schäffer, 1855), sono una famiglia di insetti lepidotteri di piccole dimensioni, presente con circa 160 specie in tutti i continenti. Rappresentano probabilmente il raggruppamento più primitivo dell'ordine e sono gli unici rappresentanti della superfamiglia Micropterigoidea Herrich-Schäffer, 1855, e del sottordine Zeugloptera Chapman, 1916.

Molti individui, presenti nelle collezioni di tutto il mondo, risultano ancora da identificare, pertanto è probabile che si assisterà, nei prossimi anni, ad un incremento del numero di specie e di generi.

## Descrizione
La morfologia dei Micropterigidi evidenzia il carattere primitivo di questi Lepidotteri, facendoli accostare ai Panorpoidea più primitivi, ossia i Tricotteri ed i Mecotteri. Secondo alcuni autori, gli Zeugloptera andrebbero considerati un ordine separato dai Lepidoptera, tante e tali sono le differenze morfologiche rispetto a questi ultimi.

### Adulto
Il corpo è di piccole dimensioni, con un'apertura alare al massimo di 10 mm, ed una livrea che presenta spesso riflessi metallici verdastri.

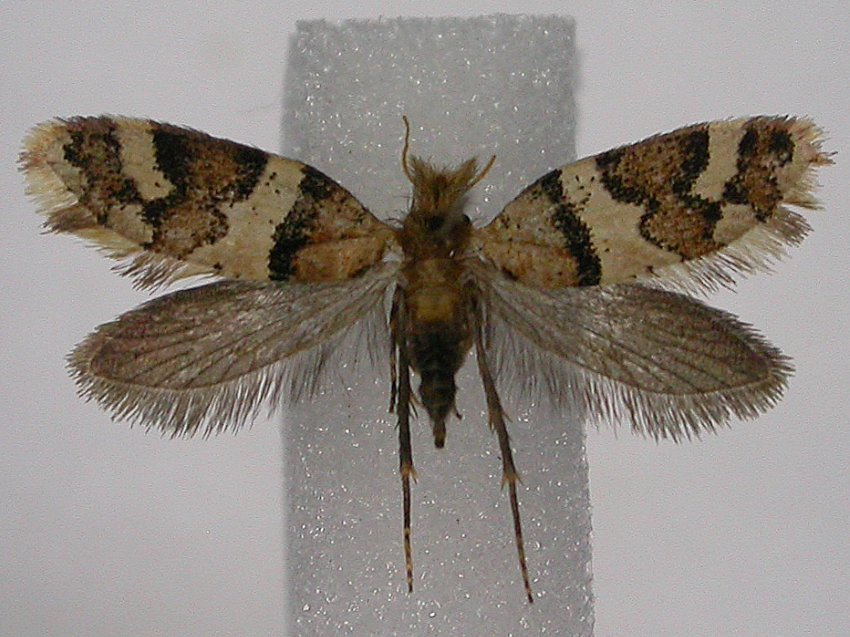
Sabatinca lucilia

Il capo risulta ricoperto di squame grossolane. Si notano parecchi sulci, tra cui anche un sulcus epistomale che unisce le fossette tentoriali anteriori. In talune specie lo sclerite intercalare risulta ben sviluppato.

Le antenne variano da moniliformi a filiformi, ma i sensilla auricillica sono assenti.

L'apparato boccale è di tipo masticatore, con mandibole funzionanti ed articolate tramite un doppio condilo rispetto alla capsula cefalica, asimmetriche, e con assenza della spiritromba. Sono presenti le paraglossae, un paio di appendici prementali del labium, assenti negli altri Lepidotteri. Nel terzo segmento (distale) dei palpi labiali si può osservare anche l'organo di vom Rath, a funzione chemiotattica. I palpi mascellari appaiono flessi tra i segmenti I e II e tra III e IV, in quella che risulta essere un'altra caratteristica diagnostica per il taxon.

Nelle zampe, la formula degli speroni tibiali è 0-0-4, mentre l'epifisi può essere assente.

Le ali sono strette, disposte a tetto in fase di riposo. La nervatura alare è più completa che nella maggior parte dei Lepidoptera. Non vi è quasi alcuna differenziazione morfologica fra ali anteriori e posteriori, che mantengono la stessa forma, lo stesso sviluppo e la stessa venatura. Quest'ultimo carattere, condiviso con altri Lepidotteri primitivi, giustificava l'inserimento dei Micropterigidi nel vecchio raggruppamento sistematico degli Homoneura, oggi non più accettato, in contrapposizione a quello degli Heteroneura. Più in dettaglio, nell'ala anteriore le venature Sc ed R1 possono talvolta essere biforcate. A livello basale, le venature anali dell'ala anteriore si biforcano spesso a formare una sorta di doppio cappio. M4 è assente come venatura libera. Un altro carattere primitivo, che avvicina i Micropterigidi ai Tricotteri, è la presenza di setole, dette microtrichi, come rivestimento delle ali, oltre alle tipiche scaglie. L'accoppiamento alare è di tipo jugato. In aggiunta al consueto meccanismo di connessione tra ala anteriore e metatorace, è qui osservabile un secondo meccanismo di appaiamento tra corpo e ala posteriore, da cui il nome di Zeugloptera (dal greco ζεύγλη = giogo, e πτερόν = ala).

Il secondo sternite addominale è presente ma ridotto e di forma variabile. Sul primo sternite addominale si può osservare una coppia di fenestrae non sclerotizzate, che di fatto dividono lo sclerite in due regioni quasi separate. Si può riscontrare la presenza di un muscolo dilatatore dello spiracolo in A1, caratteristica ritenuta primitiva se paragonata ai Trichoptera, nei quali questa struttura è andata persa nell'evoluzione. Il quinto sternite addominale ospita due ghiandole, che in alcune specie si aprono verso l'esterno tramite una struttura che si prolunga dal margine dello sternite stesso.

L'apparato genitale maschile risulta molto variabile nelle diverse specie, con l'ottavo sternite addominale spesso alquanto desclerotizzato, ad indicare un carattere evolutivo tipico della famiglia. In alcuni casi il nono segmento addominale comprende un tegumen (dorsalmente) ed un vinculum (ventralmente) completamente fusi a formare un anello.

L'addome delle femmine presenta un'apertura unica, detta cloaca, che funge sia da ano sia da vulva, e rappresenta un ulteriore carattere di affinità con i Tricotteri. Le apofisi anteriore e posteriore sono assenti e l'ovopositore non è retrattile.

### Uovo
Le uova sono sferoidali, con dimensioni che variano da 0,38 x 0,24 mm fino ad un massimo di 0,53 x 0,43 mm, a seconda della specie considerata; esse vengono di norma ricoperte, entro un'ora dalla deposizione, da uno strato di bastoncelli clavati.

Nei generi Micropterix ed Epimartyria le uova possono essere deposte singolarmente o in gruppi compresi tra 2 e 45. In Neomicropterix nipponensis le uova vengono ricoperte con un materiale gelatinoso che si rigonfia a contatto con l'acqua, e che presumibilmente serve ad impedire la disidratazione. Tale sostanza, presente probabilmente in altre specie della famiglia, è simile allo strato rinvenibile sulle uova di molti Trichoptera.

### Larva
Le larve presentano caratteri che le distinguono nettamente da quelle degli altri Lepidotteri. Sono piccole e riconoscibili per la rugosità della cuticola e per la presenza di otto file di setae simili a scaglie, che si trovano associate a quattro creste longitudinali su ogni segmento. Il capo è retrattile e prognato; si possono inoltre osservare cinque ocelli ed antenne ben sviluppate, con tre segmenti ed una seta terminale. Non sono presenti ghiandole per la seta.

Le paia di pseudozampe sono otto, dall'urite I all'urite VIII. Quest'ultimo carattere è ricorrente anche nei Mecoptera. A differenza dei bruchi degli altri Lepidoptera, inoltre, sia le zampe, sia le pseudozampe terminano con un'unghia invece di una corona di uncini. Nella zampa, coxa, trocantere e femore sono fusi assieme.

Sul capo si trova un'unica seta mediale, ma probabilmente la maggior parte delle altre setae sono omologhe a quelle degli altri Lepidoptera.

Altra caratteristica peculiare della famiglia è la struttura a forma di favo osservabile sulla esocuticola dorsale e dorsolaterale; è inoltre da segnalare che un liquido colma lo spazio compreso tra eso- ed endocuticola.

### Pupa
Le pupe sono dectiche, ovvero dispongono di mandibole articolate, mobili e funzionanti, ma benché queste siano più sviluppate che in altri Lepidoptera, non sono da considerarsi ipertrofiche. Queste pupe sono inoltre exarate, ossia hanno capacità di movimento per la presenza di appendici articolate; in realtà i primi sette segmenti addominali sono mobili, mentre i rimanenti risultano pressoché fusi assieme in quanto privi di suture distinte. L'impupamento avviene all'interno di un robusto bozzolo sericeo.

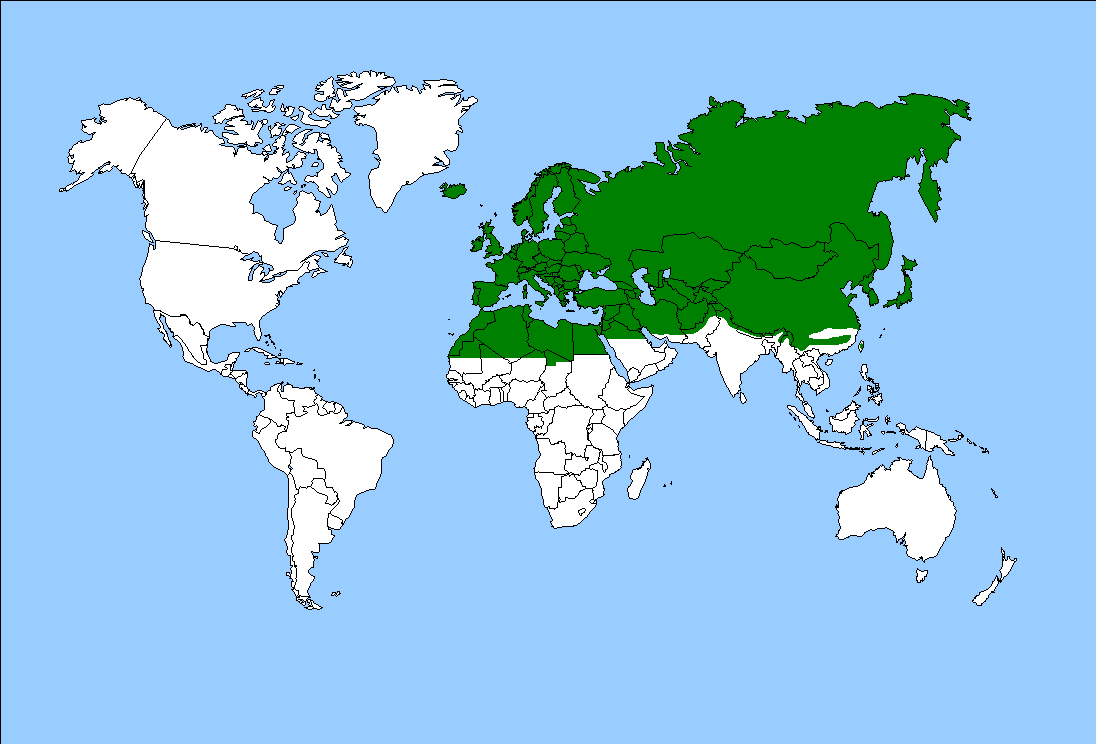
L'ecozona paleartica all'interno della quale sono distribuite le specie di Micropterix

## Distribuzione e habitat
La maggior parte delle specie descritte appartiene al genere Micropterix, presente nell'ecozona paleartica ed in quella orientale; gli altri generi sono stati complessivamente definiti "gruppo Sabatinca" da Kristensen & Nielsen (1979), e si trovano in Asia, Australia, Nuova Zelanda, Africa meridionale, Nord e Sud America.
L'habitat di riferimento è rappresentato dalla foresta pluviale in Australia, Nuova Zelanda e Nuova Caledonia, sebbene in Sudafrica Agrionympha capensis sia rinvenibile principalmente la mattina nella bassa boscaglia (la cosiddetta Fynbos).. Le sudamericane Hypomartyria micropteroides e Squamicornia aequatoriella sono al contrario specie di foresta. In Europa Micropterix abita solitamente zone umide, anche se M. aruncella occupa ambienti più secchi, sia pianeggianti, sia collinari.

## Biologia

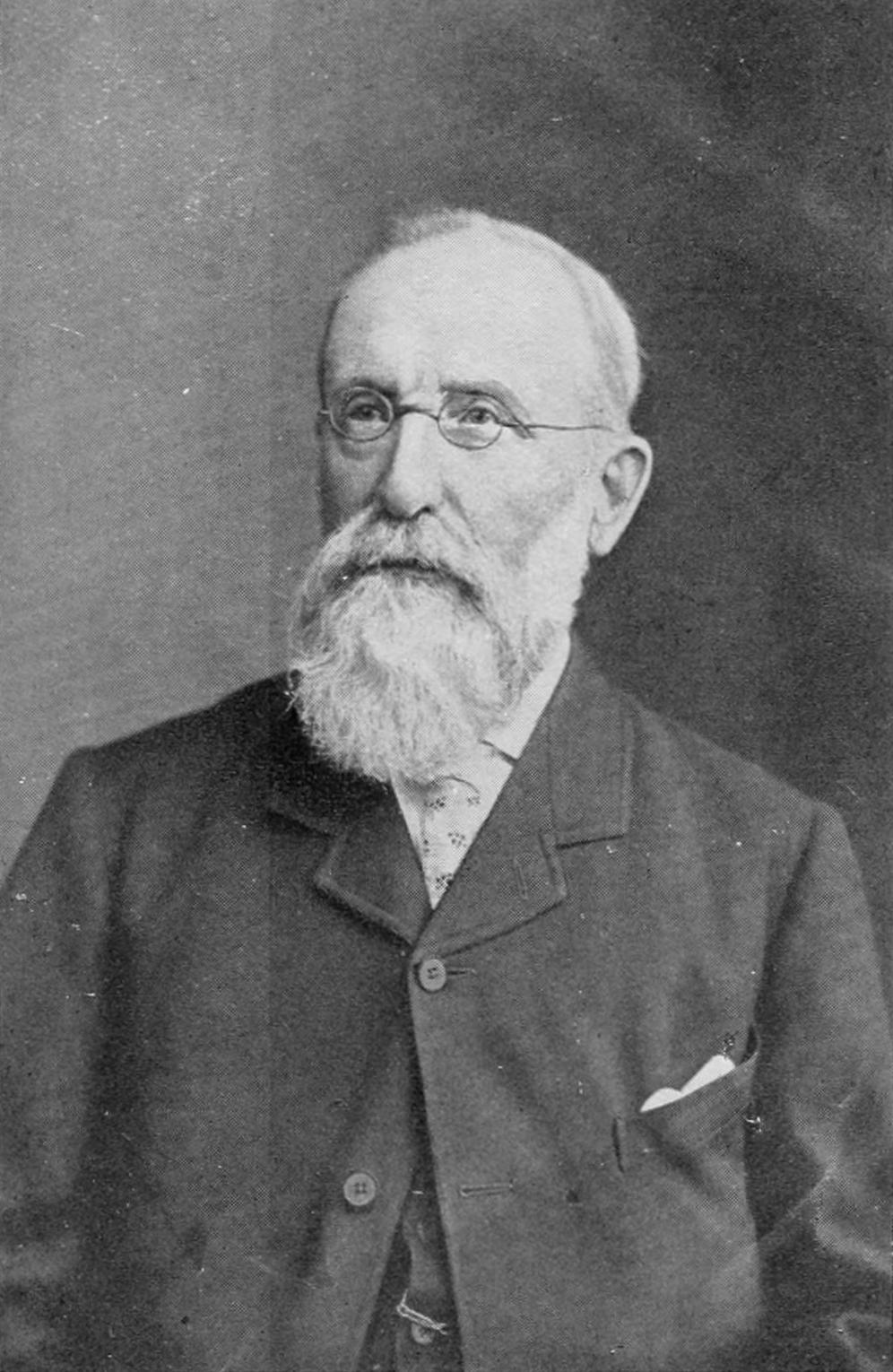
L'entomologo scozzese Thomas Algernon Chapman, che descrisse gli Zeugloptera nel 1916

### Alimentazione
Gli adulti sono tipicamente diurni. La dieta è basata sull'assunzione, per mezzo dell'apparato boccale masticatore, di polline oppure, in alcune specie, di spore di Pteridofite (soprattutto in Sabatinca). Tuttavia, le femmine di alcune specie hanno dimostrato un fototropismo attivo durante la notte. In Gran Bretagna le specie di Micropterix visitano una grande varietà di fiori, tra cui Quercus spp. L. (Fagaceae), Ficus sycomorus L. (Moraceae), Crataegus spp. Tourn. ex L. (Rosaceae), Cyperaceae Juss., oltre a molte essenze erbacee. In Nuova Caledonia, Sabatinca impollina i fiori di Zygogynum (Winteraceae) e, considerando che si sono trovate prove fossili di interazioni tra i due generi già nel Cretaceo, si ritiene che questo tipo di associazione sia molto antica.
Le larve hanno regimi dietetici differenti a seconda della specie: la maggior parte si nutre a spese di licheni, briofite o anche delle parti basali di piante erbacee. Altre specie si nutrono prettamente di piante superiori, altre ancora sono saprofaghe a spese di materiale organico in decomposizione.

Si è scoperto, grazie a sperimentazione in laboratorio, che molte specie si nutrono di ife fungine e parti di foglie in decomposizione nella lettiera del sottobosco. Al contrario, le larve di Micropterix aruncella e M. calthella hanno mostrato la necessità di alimentarsi del tessuto di angiosperme fresche e attivamente fotosintetizzanti, e la prima delle due attacca anche le micorrize presenti nelle comunità a querce, faggi ed Ericaceae. Altre specie di Micropterix si alimentano su foglie morte di Dactylis glomerata L., 1753 (Poaceae) I bruchi di Neomicropterix (Giappone) e di Sabatinca e simili (Nuova Zelanda e Nuova Caledonia) si alimentano su comunità a Briofite, mentre quelle della specie neartica Epimartyria pardella si nutrono della parte inferiore del tallo delle epatiche.

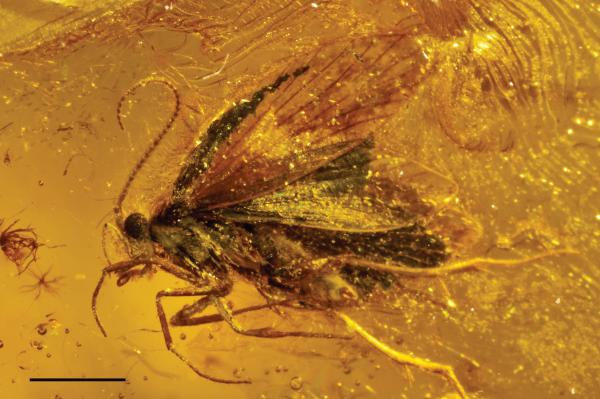
Esemplare di Baltimartyria rasnitsyni conservato nell'ambra del Baltico

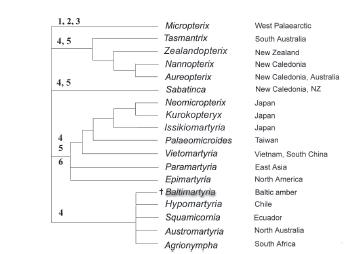
Relazioni filogenetiche all'interno dei Micropterigidi, secondo Gibbs (2010)

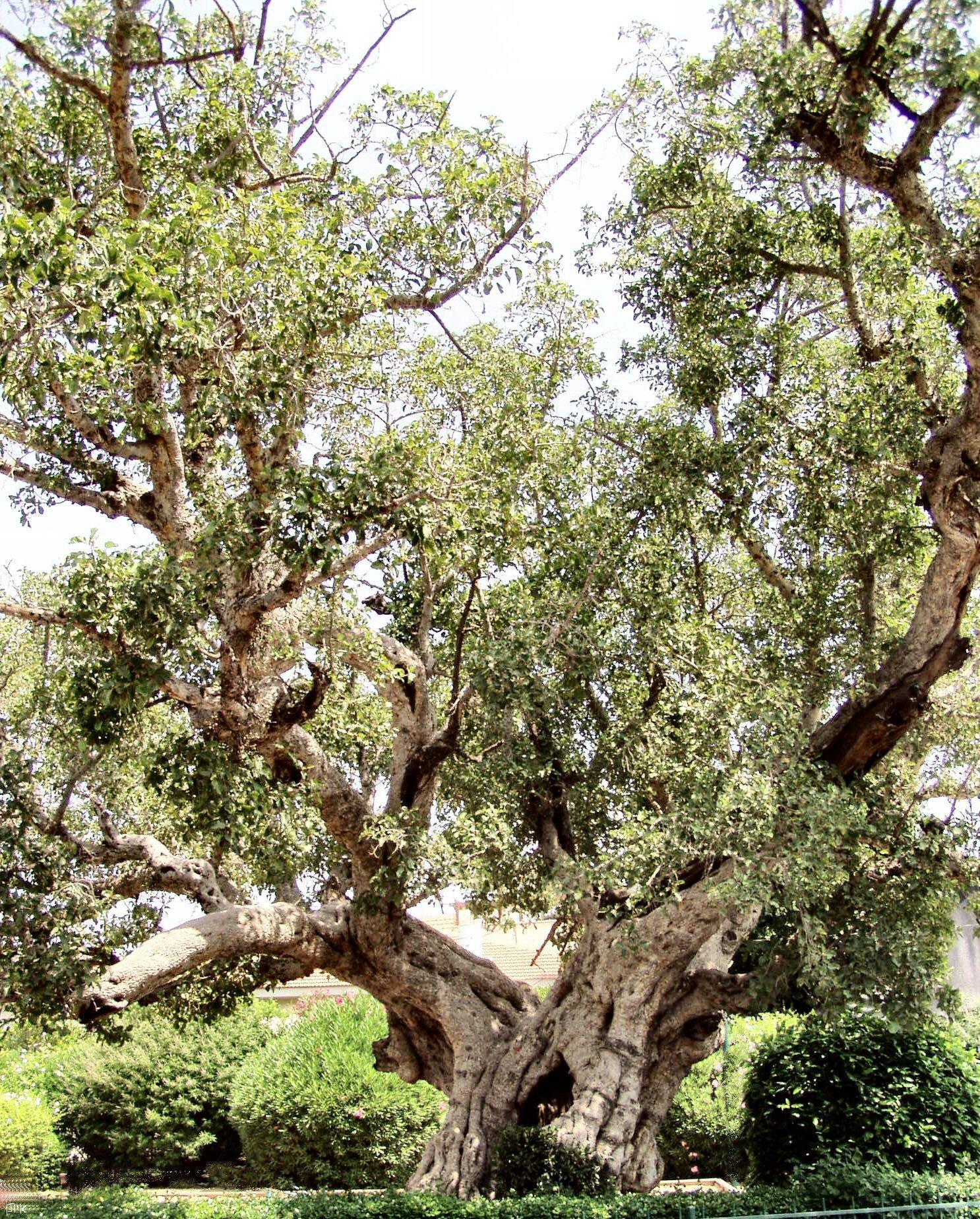
Ficus sycomorus

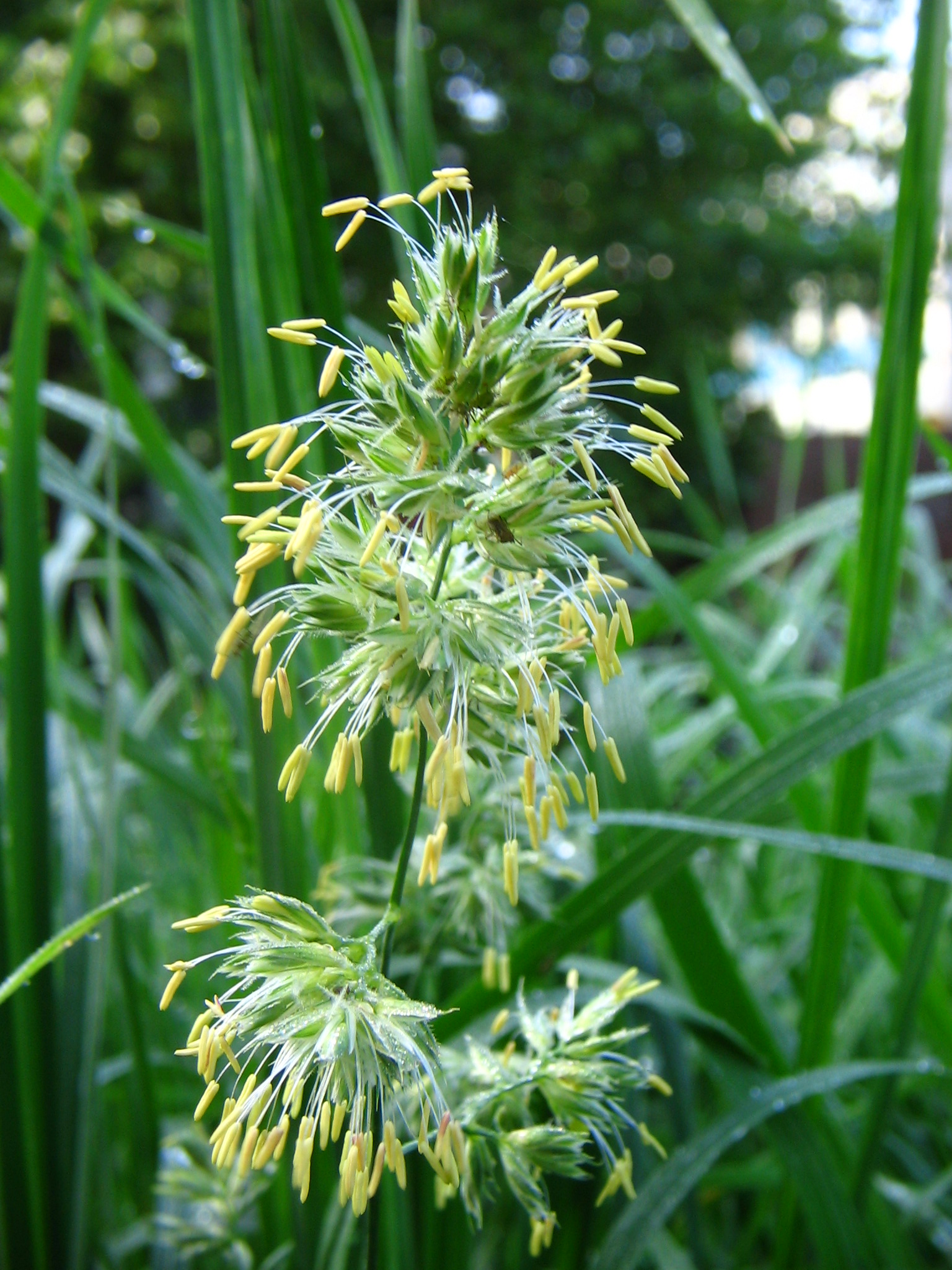
Dactylis glomerata

## Reperti fossili
Il più antico fossile di Micropterigidae, Parasabatinca aftimacrai fu descritto sulla base di tre campioni rinvenuti nell'ambra del Libano, e databili al Cretacico inferiore (ca. 100 milioni di anni fa) Questi lepidotteri sono dotati di mandibola, privi di spirotromba, e presentano palpi labiali e mascellari simili a quelli di Micropterix e Sabatinca. Le epifisi sono presenti; tuttavia non sono qui visibili ocelli, ed un ramo della nervatura Sc nell'ala anteriore, sembra essere assente.

## Tassonomia

### Generi e specie
La sistematica interna delle Micropterigidae è stata più volte rimaneggiata, anche per il fatto che il genere Sabatinca comprendeva inizialmente molte specie, in seguito attribuite a generi diversi.

La famiglia, cosmopolita, si suddivide in 22 generi e 162 specie:
- Agrionympha Meyrick, 1921 (Africa meridionale)
- Aureopterix Gibbs, 2010 (Nuova Caledonia e Australia)
- Austromartyria Gibbs, 2010 (Australia settentrionale)
- Epimartyria Walsingham, 1898 (America settentrionale)
- Eriocephala Curtis, 1839 (Paleartico occidentale)
- Formopseustis Matsumura, 1839 (Paleartico orientale)
- Hypomartyria Kristensen & Nielsen, 1982 (Cile)
- Issikiomartyria Hashimoto, 2006 (Giappone)
- Kurokopteryx Hashimoto, 2006 (Giappone)
- Melinopteryx Imada & Kato, 2018 (Giappone)
- Micropardalis Meyrick, 1912 (Nuova Zelanda)
- Micropterix Hübner, 1825 (Paleartico occidentale) (Genere tipo)
- Nannopterix Gibbs, 2010 (Nuova Caledonia)
- Neomicropteryx Issiki, 1931 (Asia orientale)
- Palaeomicra Meyrick, 1885 (Nuova Zelanda)
- Palaeomicroides Issiki, 1931 (Asia orientale)
- Paramartyria Issiki, 1931 (Asia orientale)
- Sabatinca Walker, 1863 (Nuova Caledonia e Nuova Zelanda)
- Squamicornia Kristensen & Nielsen, 1982 (Ecuador)
- Tasmantrix Gibbs, 2010 (Australia meridionale)
- Vietomartyria Mey, 1997 (Vietnam e Cina meridionale)
- Zealandopterix Gibbs, 2010 (Nuova Zelanda)

A questi vanno aggiunti altri sei generi estinti:
- †Auliepterix Kozlov, 1989
- †Baltimartyria Skalski, 1995
- †Moleropterix Engel & Kinzelbach, 2008
- †Palaeolepidopterix Kozlov, 1989
- †Palaeosabatinca Kozlov, 1989
- †Parasabatinca Whalley, 1978

In Europa è presente il solo genere Micropterix con 47 specie:.
- Micropterix aglaella (Duponchel, 1838)
- Micropterix allionella (Fabricius, 1794)
- Micropterix amsella Heath, 1975
- Micropterix aruncella (Scopoli, 1763)
- Micropterix aureatella (Scopoli, 1763)
- Micropterix aureoviridella (Hofner, 1898)
- Micropterix calthella (Linnaeus, 1761)
- Micropterix completella Staudinger, 1871
- Micropterix corcyrella Walsingham, 1919
- Micropterix croatica Heath & Kaltenbach, 1984
- Micropterix cypriensis Heath, 1985
- Micropterix emiliensis Viette, 1950
- Micropterix erctella Walsingham, 1919
- Micropterix facetella Zeller, 1850
- Micropterix fenestrellensis Heath & Kaltenbach, 1984
- Micropterix garganoensis Heath, 1960
- Micropterix granatensis Heath, 1981
- Micropterix hartigi Heath, 1981
- Micropterix herminiella Corley, 2007
- Micropterix huemeri M. A. Kurz, M. E. Kurz & Zeller-Lukashort, 2003
- Micropterix ibericella Caradja, 1920
- Micropterix igaloensis Amsel, 1951
- Micropterix imperfectella Staudinger, 1859
- Micropterix isobasella Staudinger, 1871
- Micropterix italica Heath, 1981
- Micropterix kardamylensis Rebel, 1903
- Micropterix klimeschi Heath, 1973
- Micropterix lakoniensis Heath, 1985
- Micropterix mansuetella Zeller, 1844
- Micropterix maschukella Alpheraky, 1876
- Micropterix minimella Heath, 1973
- Micropterix myrtetella Zeller, 1850
- Micropterix osthelderi Heath, 1975
- Micropterix paykullella (Fabricius, 1794)
- Micropterix rablensis Zeller, 1868
- Micropterix renatae M. E. Kurz, M. A. Kurz & Zeller-Lukashort, 1997
- Micropterix rothenbachii Frey, 1856
- Micropterix schaefferi Heath, 1975
- Micropterix sicanella Zeller, 1847
- Micropterix trifasciella Heath, 1965
- Micropterix trinacriella M. A. Kurz, Zeller-Lukashort & M. E. Kurz, 1997
- Micropterix tunbergella (Fabricius, 1787)
- Micropterix tuscaniensis Heath, 1960
- Micropterix uxoria Walsingham, 1919
- Micropterix vulturensis Heath, 1981
- Micropterix wockei Staudinger, 1870
- Micropterix zangheriella Heath, 1963

Dubbi sul fatto che i Micropterigidi siano monofiletici sono stati avanzati in base a studi sulla spermatogenesi. Nella maggior parte dei Lepidotteri, vengono normalmente prodotti due tipi di spermatozoi: eupirenici (nucleati) ed apirenici (anucleati); sebbene in Epimartyria siano presenti entrambi i tipi di spermatozoi, in Micropterix si trovano esclusivamente quelli eupirenici. Pertanto, o la famiglia non è da considerarsi monofiletica, o questa dicotomia nella spermatogenesi si è sviluppata due volte nella storia evolutiva dell'ordine, o infine Micropterix può aver perso questa capacità in un secondo momento.

### Sinonimi
Non sono stati descritti sinonimi.

### Relazioni filogenetiche
Gli Zeugloptera sono stati proposti, in passato, come ordine distinto da quello dei Lepidoptera, sulla base di tutta una serie di caratteristiche morfologiche che condividono con i Trichoptera Tuttavia Kristensen (1984) ha elencato almeno 26 caratteristiche condivise con i Lepidoptera, tanto che al momento, la loro collocazione sistematica appare largamente condivisa.

Il genere Heterobathmia, inizialmente inserito dei Micropterigidae, fu in seguito spostato negli Heterobathmioidea.

## Alcune specie

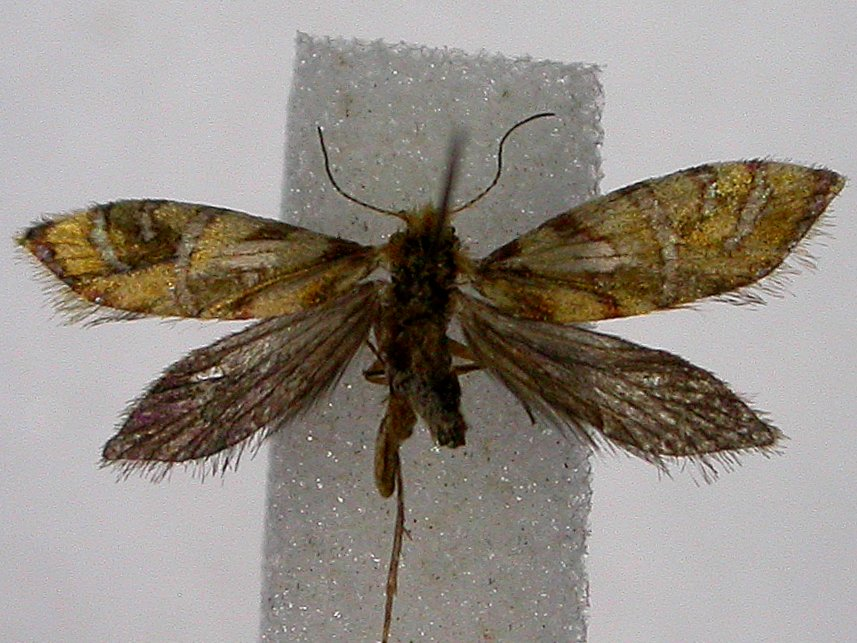
Micropardalis aurella
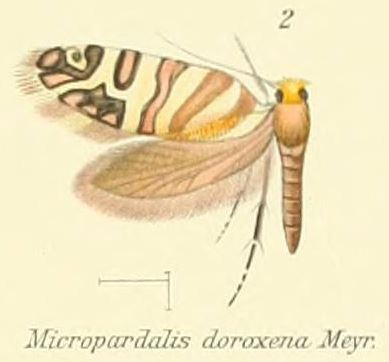
Micropardalis doroxena
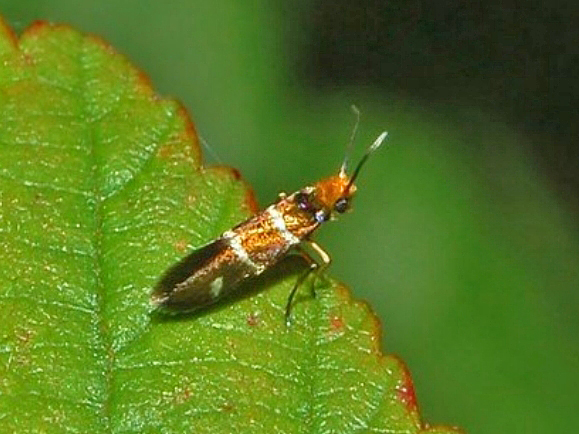
Micropterix aruncella
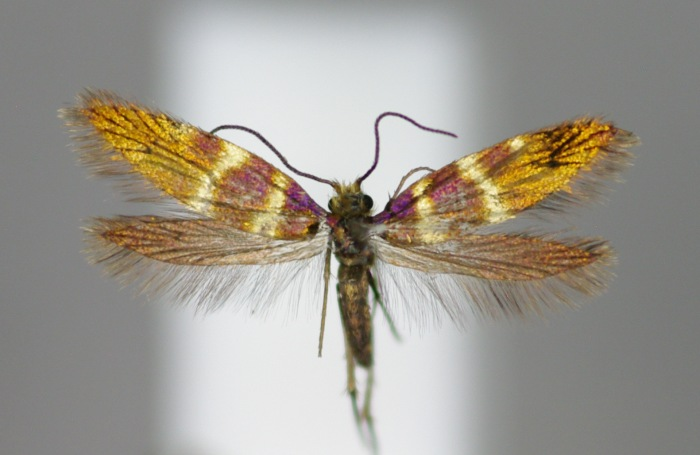
Micropterix jeanneli
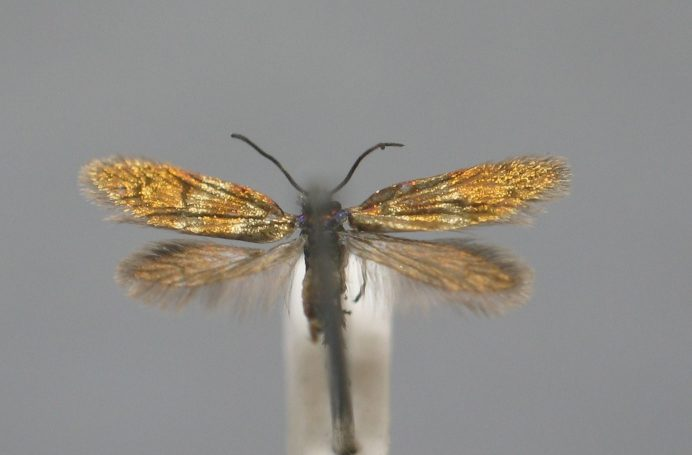
Micropterix mansuetella
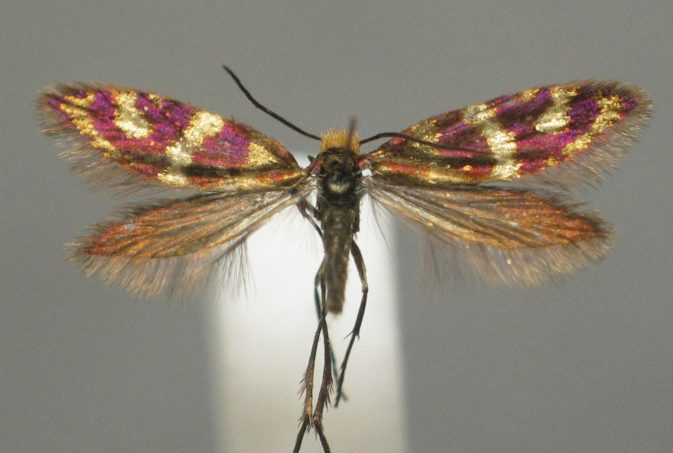
Micropterix osthelderi
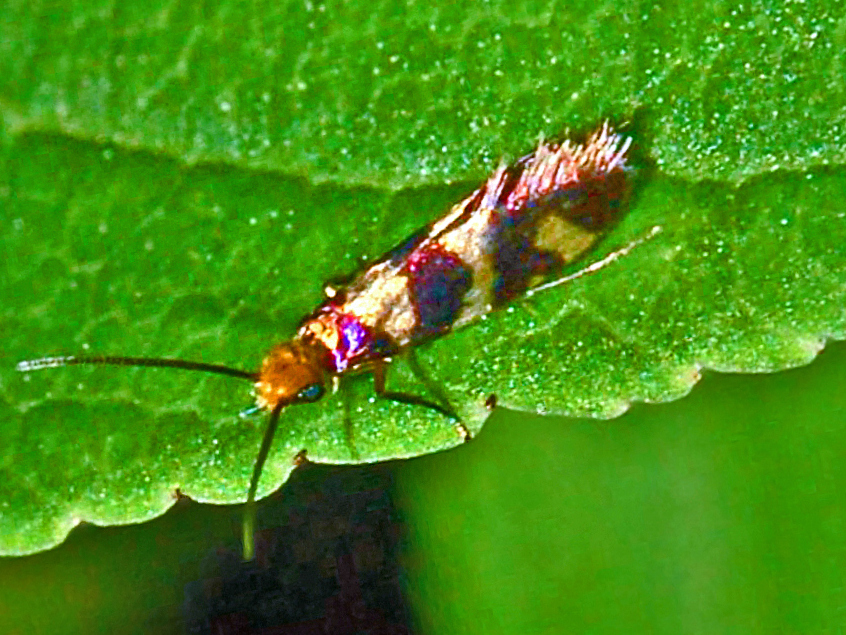
Micropterix rothenbachii
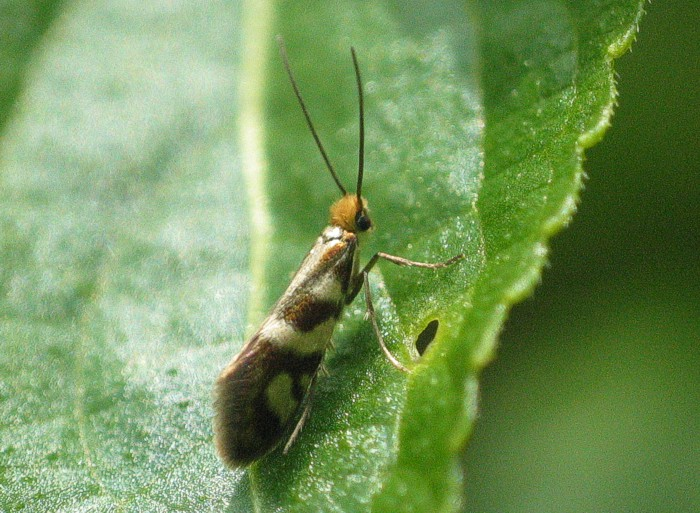
Micropterix schaefferi
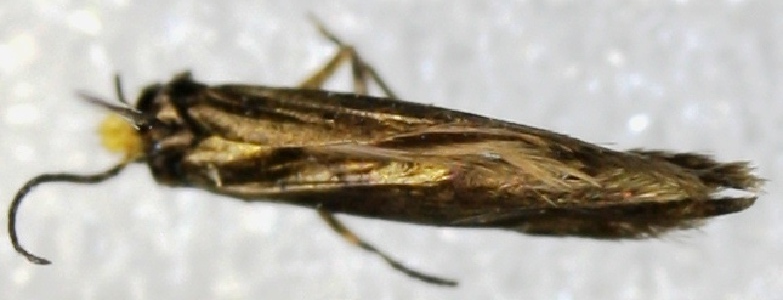
Micropterix tunbergella
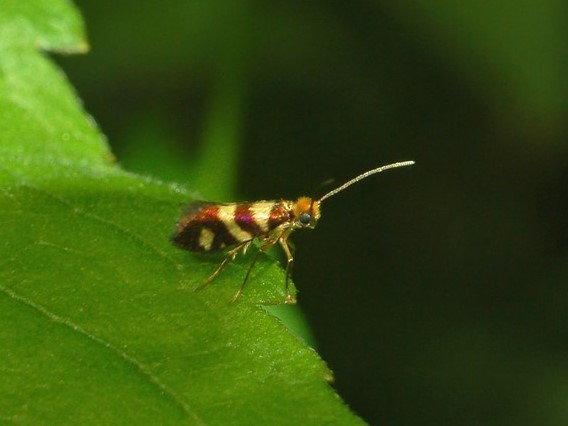
Micropterix tuscaniensis
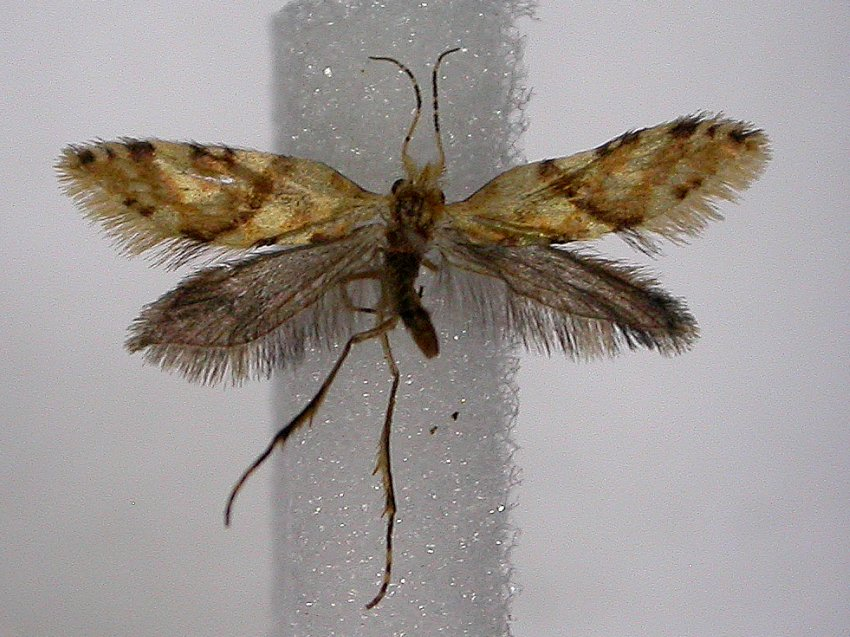
Sabatinca chalcophanes
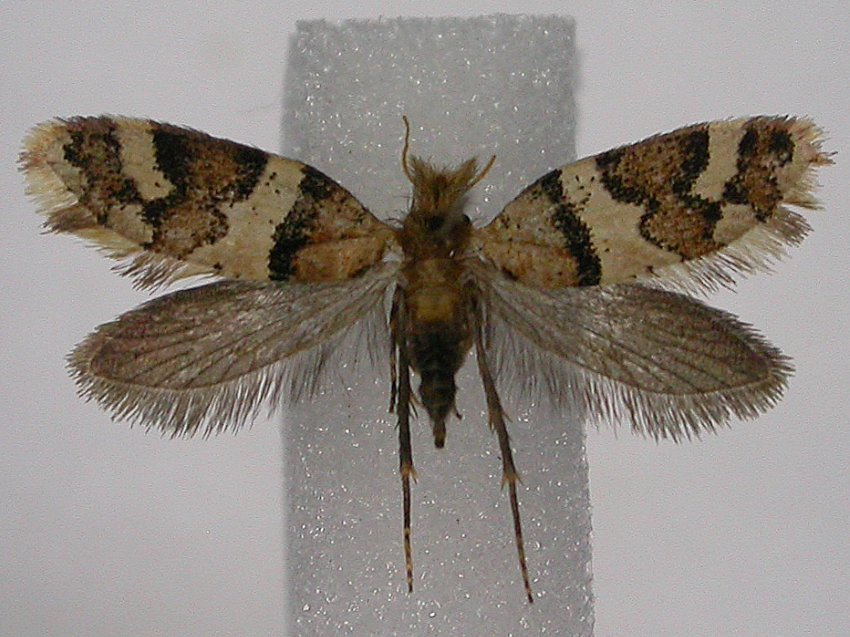
Sabatinca lucilia
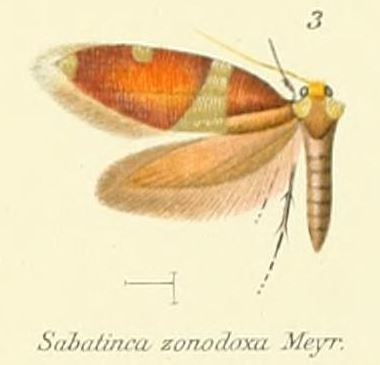
Zealandopterix zonodoxa